# 龙溪乡 (屏山县)
龙溪乡，是中华人民共和国四川省宜宾市屏山县曾经下辖的一个乡。2019年8月，撤销龙溪乡，将其所属行政区域划归龙华镇管辖。

## 行政区划
龙溪乡撤销前下辖以下地区：
八一村、四合村、新胜村、人民村、改换村、翻身村、大兴村、幸福村、民和村和农民村。